# Тровентол
Тровентол (Troventolum) — антихолинергическое средство, тропиновый эфир d, 1-(2-гидроксиметил-2-фенил) масляной кислоты йодметилат.
Синоним: Truvent.

## Общая информация
Белый или белый со слабо желтоватым оттенком кристаллический порошок. Мало растворим в воде.
По химической структуре близок к атропину, но, подобно атровенту, является четвертичным аммониевым производным. В отличие от молекулы атропина молекула тровентола содержит дополнительную метильную группу при атоме азота тропанового цикла, а также этильную группу в остатке этерифицирующей кислоты.
Является антихолинергическим веществом, действующим преимущественно на м-холинорецепторы. По сравнению с атропином, влияние тровентола на холинорецепторы мускулатуры бронхов более сильное и продолжительное при менее выраженном влиянии на холинорецепторы других органов (сердца, кишечника, слюнных желез). Как четвертичное аммониевое соединение тровентол не проникает через гематоэнцефалический барьер. Избирательное действие тровентола обусловливает его преимущества по сравнению с атропином в качестве бронхорасширяющего (бронхолитического) средства и его лучшую переносимость.
Тровентол, как весьма активное бронхолитическое средство, применяют при хронических обструктивных бронхитах, бронхиолоспазме при хронических пневмониях, приступах бронхиальной астмы лёгкой и средней тяжести, при бронхиолоспазме, связанном с простудными заболеваниями (в том числе у больных пожилого возраста).
Как и атровент (ипратропиум бромид), тровентол наиболее эффективен при бронхиолоспазмах, обусловленных гиперактивностью холинергической системы, когда адреномиметики (см. Орципреналин) и метилксантины (см. Теофиллин) недостаточно эффективны.
Имеются указания на возможность применения тровентола для диагностики скрытого бронхоспастического синдрома.
Применяют тровентал в виде ингаляций из аэрозольных баллонов. Имеются баллоны с двумя дозировками: по 12,5 и 25 мг в баллоне. При одном нажатии на клапан баллона с 12,5 мг выделяется разовая доза тровентола 40 мкг (0,04 мг), а при нажатии на клапан баллона с 25 мл — 80 мкг (0,08 мг).
Профилактическая и лечебная доза препарата может колебаться у разных больных от 40 до 160 мкг. Суточная доза составляет соответственно 120 и 480 мкг.
Начинают с назначения 40 мкг, т. е. одного вдоха при нажатии на клапан баллона с 12,5 мг. При недостаточном эффекте производят два вдоха (два нажатия), т. е. увеличивают разовую дозу до 80 мкг. В зависимости от клинического эффекта и переносимости препарата увеличивают разовую дозу до 80 160 мкг, при этом для удобства пользуются баллоном с 25 мг атровента (1—2 нажатия). При достаточном эффекте от разовой дозы 40 мкг продолжают пользоваться баллоном с 12,5 мг тровентола.
Ингаляции аэрозоля повторяют через каждые 4—6 ч.
Для правильного пользования аэрозольным баллоном снимают защитный колпачок с клапанно-распылительной головки и 2—3 раза встряхивают баллон; делают глубокий выдох; располагая баллон клапанно-распылительной головкой вниз, охватывают её мундштук губами и одновременно с нажатием на дно и головку баллона (это сопровождается выбросом одной дозы аэрозоля) производят максимально глубокий вдох с последующей задержкой дыхания на несколько секунд.
После окончания ингаляции надевают защитный колпачок на клапанно-распылительную головку.
Ингаляции тровентола обычно хорошо переносятся, однако в связи с холинолитическим действием возможны сухость во рту, першение в горле, лёгкие нарушения аккомодации. При необходимости в этих случаях уменьшают дозу или увеличивают промежутки между ингаляциями, а при сильно выраженных побочных явлениях временно прекращают ингаляцию.
При необходимости можно сочетать тровентол с другими бронхорасширяющими средствами (адреномиметиками — см. Орципреналин и др., производными ксантина — см. Теофиллин, кортикостероидами).

## Противопоказания
Тровентол противопоказан при глаукоме и беременности.

## Форма выпуска
- аэрозольные алюминиевые баллоны (Aerosolum Troventoli) вместимостью 21 г, содержащие тровентола 12,5 или 25 мг. Каждый баллон содержит 300 разовых доз. При нажатии на дозирующий клапан баллона выделяется аэрозоль, содержащий соответственно 40 мкг (0,04 мг) или 80 мкг (0,08 мг) тровентола.

## Хранение
Список А в защищённом от тепловых воздействий и прямых солнечных лучей месте, при температуре не выше +30 °C.